# Megaselia nestor
Megaselia nestor är en tvåvingeart som beskrevs av Borgmeier 1971. Megaselia nestor ingår i släktet Megaselia och familjen puckelflugor. Inga underarter finns listade i Catalogue of Life.